# Commelina
Commelina es un género que comprende aproximadamente unas 200 especies de plantas herbáceas y perennes pertenecientes a la familia de las commelináceas. 

## Características
Commelina communis es una planta común en el nordeste de EE. UU. Crece fácilmente en suelos urbanos, con frecuencia coloniza jardines abandonados. A menudo se le encuentra en jardines con plantas de  Vinca, quizás porque la semejanza superficial de sus tallos y hojas los hacen más perdurables.
Varias especies, especialmente Commelina benghalensis, son comestibles como vegetales en el sudeste de Asia y África.
Crece en lugares con alguna exposición al sol, especialmente con sombras parciales o ligeramente sombrío. Las flores son azules y el follaje verde.
Las plantas son atractivas para abejas, mariposas y pájaros.

## Taxonomía
El género fue descrito por Carlos Linneo y publicado en Species Plantarum 1: 40. 1753. La especie tipo es: Commelina communis
Etimología
Commelina: nombre genérico que Carlos Linneo  (1707-1778) nombró por Commelina communis en honor de tres  hermanos apellidados Commelin, que vivieron en Francia durante el siglo XVIII. Los tres fueron botánicos, pero solo dos llegaron a ser famosos por su trabajo. Los dos grandes pétalos brillantes azules se dice que representan a los dos hermanos famosos, mientras que el pequeño pétalo blanco simboliza a su científicamente insignificante hermano.

## Especies seleccionadas
- Commelina benghalensis
- Commelina caroliniana
- Commelina communis
- Commelina cyanea
- Commelina diffusa
- Commelina erecta
- Commelina lukei
- Commelina sellowiana
- Commelina tuberosa - rosilla de México[7]
- Commelina virginica[8]

|                    |
| Commelina communis |

|                   |
| Commelina diffusa |

|                  |
| Commelina erecta |

|                  |
| Commelina scabra |

|                    |
| Commelina tuberosa |

|                     |
| Commelina virginica |